# Тоне Кхам
Тоне Кхам або Упхаґнуварат II (пом. 1637) — двадцять восьмий правитель королівства Лансанг.
Був старшим сином короля Мон Кео. 1627 року батько оголосив його спадкоємцем престолу, надавши титул Упаювараджа (віцекороль). Зійшов на престол 1633 року після смерті батька.
Правив до 1637 року. Після смерті Тоне Кхама трон зайняв його молодший брат Вічаї.